# Кочетовка (приток Белгазы)
Кочетовка (Кочётковка) — река в России, протекает по Калининскому и Аткарскому районам Саратовской области. Истоки реки находятся у села Анастасьино. Устье реки находится в 19 км по правому берегу реки Белгаза у села Кочетовка. Длина реки составляет 10 км, площадь водосборного бассейна 182 км².
Река течёт на восток, почти на всём протяжении летом пересыхает.
Система водного объекта: Белгаза → Медведица → Дон → Азовское море.

## Данные водного реестра
По данным государственного водного реестра России относится к Донскому бассейновому округу, водохозяйственный участок реки — Медведица от истока до впадения реки Терса, речной подбассейн реки — Дон между впадением Хопра и Северского Донца. Речной бассейн реки — Дон (российская часть бассейна).
Код объекта в государственном водном реестре — 05010300112107000008238.